# 天池大桥
天池大桥是中国吉林省延边朝鲜族自治州延吉市内跨越布尔哈通河的斜拉桥。若以特别角度观看天池大桥，会看到形似中国中央电视台老台标的形状。

## 历史
2006年，延吉市政府决定在延吉市西部修建一座跨越布尔哈通河的大桥。从来自北京市、上海市、武汉市、大连市等几家设计单位制作的设计方案中，选定了上海林同炎李国豪土建工程咨询有限公司设计的方案。2007年6月，天池大桥开工建设，总投资1.2亿元人民币。2009年12月12日，天池大桥正式开通。

## 接驳交通
金达莱南街工程是天池大桥的南端引道工程，用以接驳长白山西路以连接金达莱广场。但在天池大桥建成后，车辆行驶至其北端后无法继续直行，只能进入延河路。2017年5月，天池大桥北端接驳工程（即金达莱北街）开工，经6个月工期建设，于2017年11月21日正式开通。金达莱北街的开通为从金达莱广场去往延吉市区西部的车辆节省了10分钟左右的路程，进一步完善了延吉市西部基础设施的建设。

## 荣誉
2018年，在延吉市最美亮化工程市民评选活动中，天池大桥亮化工程以7875票位列第一名，被延吉市民认为是2018年延吉市亮化工程中最好看的城市夜景。

## 争议
在天池大桥后通车不到半年后，有延吉市民在论坛上发表了关于质疑天池大桥建筑质量的帖子。该市民质疑天池大桥才建成四个月左右，路面就出现了大坑，标志性的斜拉索也被吹成弯的了，“看着像是方便面”。而延边信息港和新文化报的记者通过实地调查均证实了这个帖子的质疑内容。时任延吉市住房和城乡建设局局长李克称，天池大桥斜拉索并不用以承重，只是作为景观使用，故不会影响天池大桥的安全。在大桥建设时，部分斜拉索采取了相应措施处理，但由于后续工程进入了寒冷的冬季，还有一些斜拉索未经处理，故在投入使用后发生了变形。而对于路面的大坑，李克称这些坑都是出现在与大桥相邻的延河路路面上。由于靠近天池大桥的路面是在冬季施工铺设的，进入雨季后积水加之车辆碾压，故出现了大坑。

## 相册

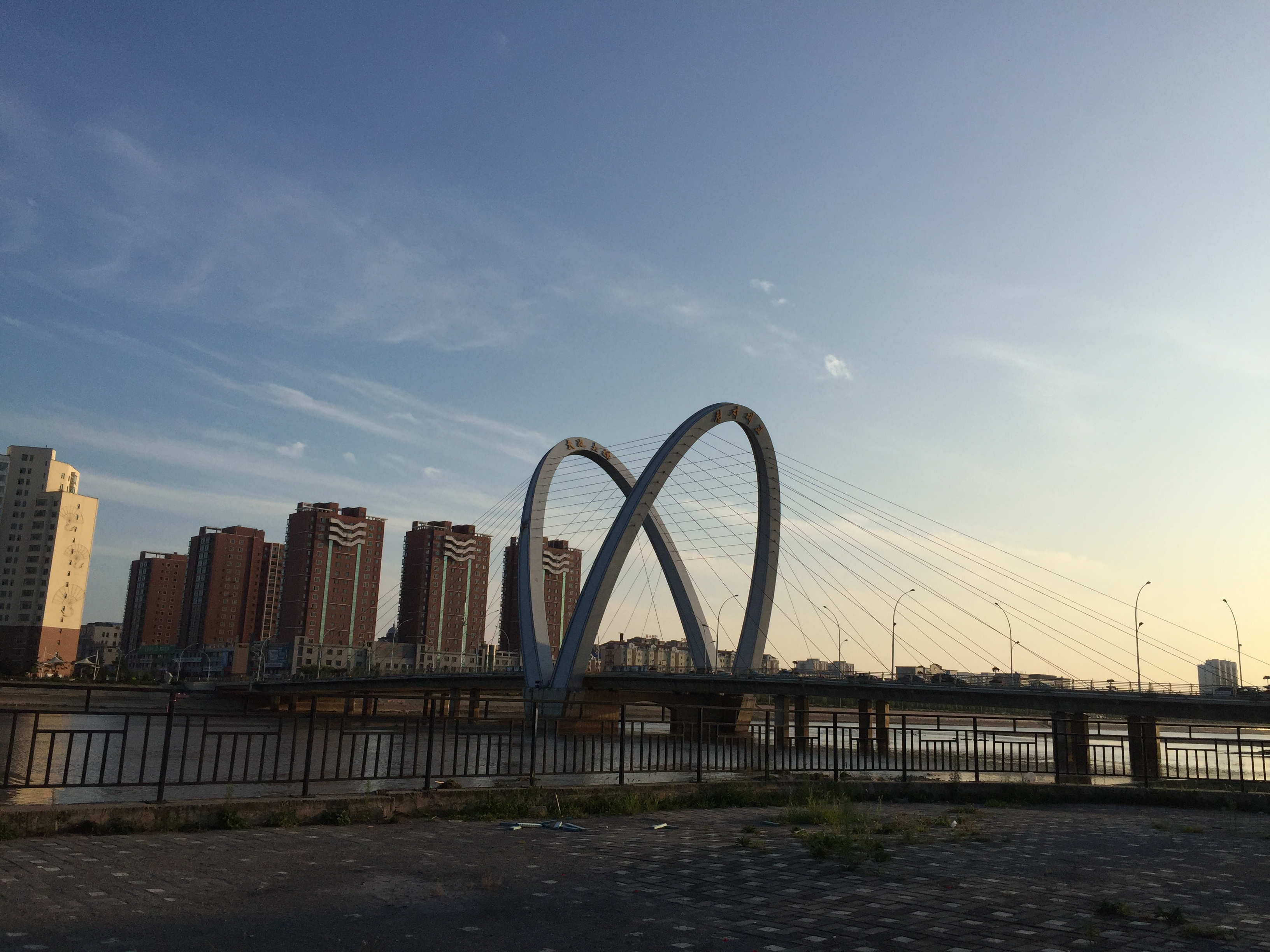
天池大桥
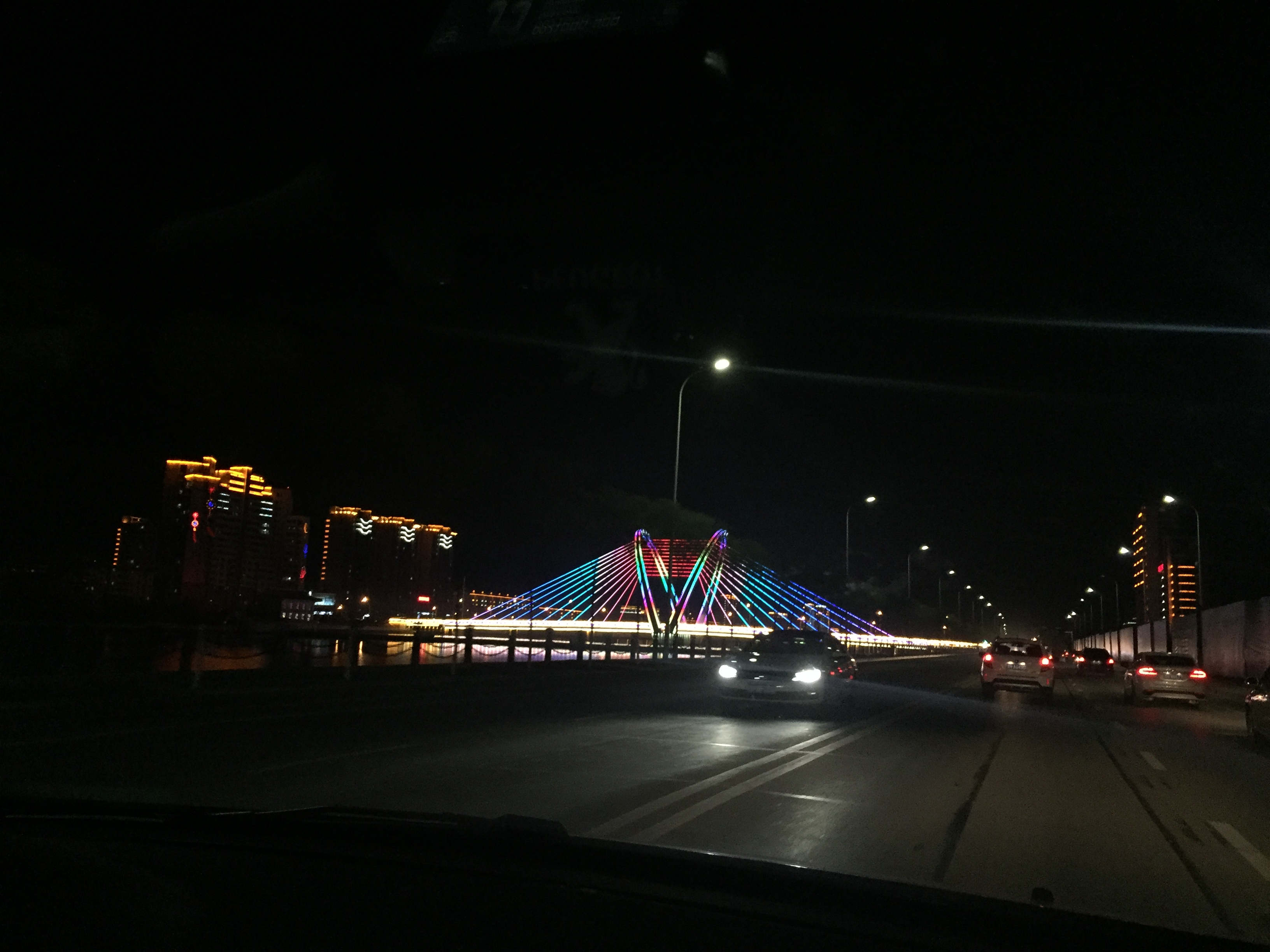
天池大桥夜景侧视图
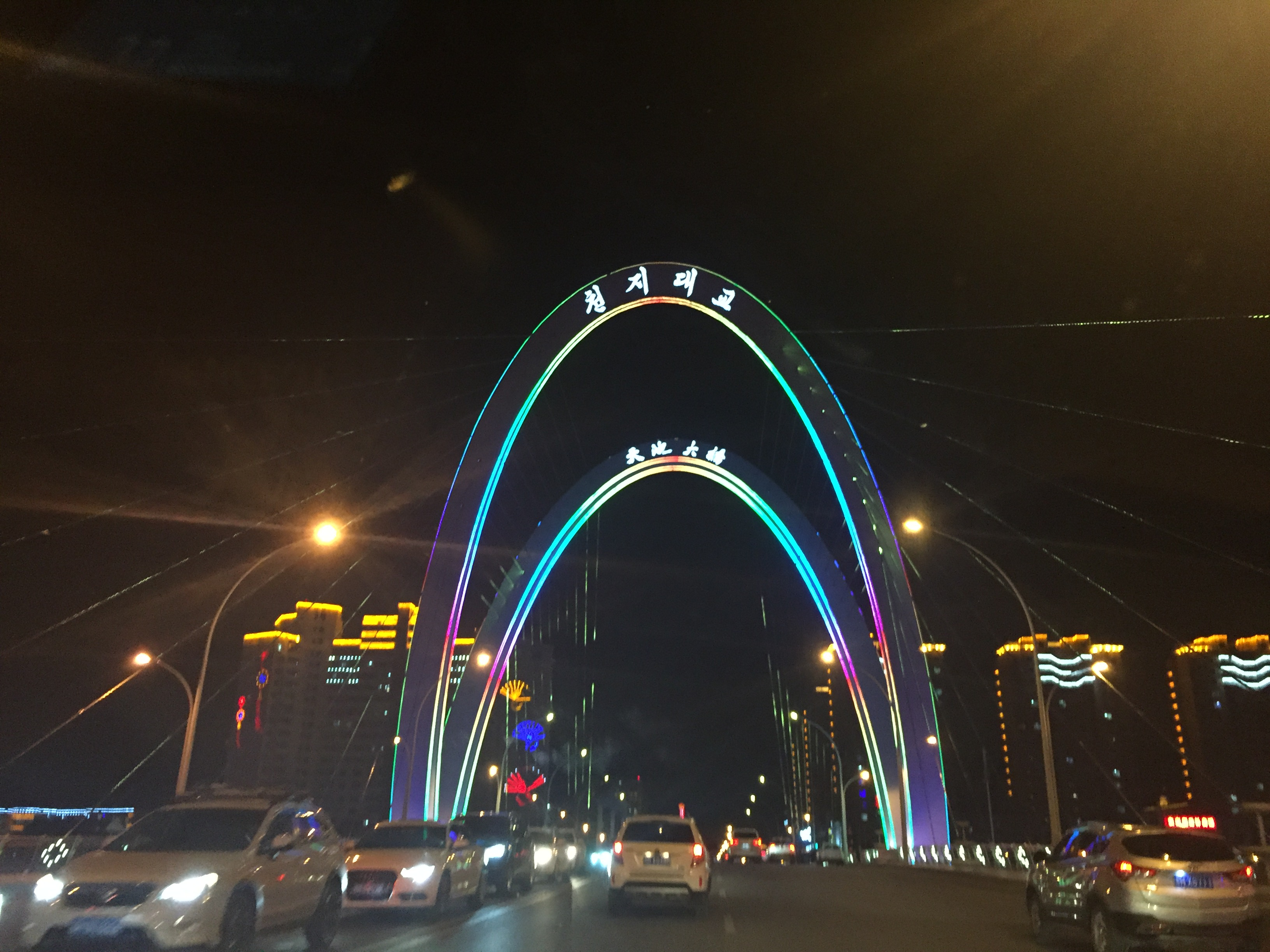
天池大桥夜景